# Riammissione canonica
La riammissione è un istituto giuridico tipico del diritto canonico, mediante il quale un professo di voti temporanei o perpetui, un candidato al sacerdozio o un ministro ordinato, oppure anche un fedele laico di una prelatura personale nei confronti del quale siano state disposte - d'ufficio o su istanza - le dimissioni dall'ordine, dalla congregazione, dallo stato clericale o dalla prelatura, viene riammesso in queste stesse condizioni e appartenenze.
La riammissione non può essere il frutto di automatismi o decisioni imponderate. Occorrerà riconsiderare le ragioni che avevano portato alle dimissioni (motivi morali, disciplinari, psicologici, impedimenti non prima considerati) e accertare che le cause che hanno portato all'uscita legittima del soggetto siano da ritenersi superate e sussista allo stato attuale la pienezza della vocazione.
Nel valutare se concedere la riammissione occorrerà prendere in considerazione le cause che avevano determinato l'allontanamento. Spesso può trattarsi di una forte tentazione cui il membro dimesso non ha saputo opporre sufficiente resistenza. In questo caso, l'allontanamento è necessario perché gli attriti con l'istituzione causati dalla tentazione possono aver causato impressioni fortemente negative nel fedele che non consigliano di fargli proseguire le attività normalmente legate alla piena appartenenza.
Tuttavia, cessato l'influsso disorientante della tentazione, il fedele stesso si renderà normalmente conto dell'errore commesso e, se riscontrerà persistente il desiderio di perseverare nella vocazione iniziale, l'Istituzione di appartenenza opportunamente prenderà in considerazione la possibilità di reintegrarlo.
Un'altra causa di malessere potrebbe consistere negli esempi negativi provenienti dall'ambiente circostante, lavorativo (maleducazione spinta, scarsa laboriosità, egoismi di varia natura, indiscrezione sulla vita personale dei singoli, aggressioni volgari alla privacy) soprattutto se non si possiede una valida alternativa di lavoro a portata di mano, o familiare (patologie, nervosismi), unitamente al fatto di non essere riusciti a spiegare adeguatamente all'interno dell'Istituzione le ragioni del malessere.
Un'eccessiva distanza tra gli ideali proposti nei mezzi di formazione e la realtà quotidiana nella quale il fedele risulta inserito potrebbe determinare un attrito tale - soprattutto se il fedele ha una coscienza particolarmente delicata - da ingenerare comportamenti apparentemente inspiegabili e stravaganti, ma in realtà riconducibili a una implicita richiesta di aiuto "in situ" non espressa a sufficienza nella comunicazione verbale e alla pretesa (ovviamente inattuabile) di vedere inseriti immediatamente nel proprio contesto di vita gli stessi mezzi di formazione e le stesse opportunità di vivere la vocazione.
Anche in questo caso - che si verifica soprattutto nelle vocazioni che prevedono la santificazione in mezzo al mondo e nelle attività ordinarie - occorrerà esaminare attentamente lo stato d'animo attuale del fedele che chiede la riammissione e non escludere a priori la possibilità di un pieno recupero.
Il caso più celebre di "riammissione" nella storia della Chiesa fu quello dei cosiddetti lapsi che apostatarono dalla fede cattolica per paura delle persecuzioni minacciate dagli imperatori Decio e Diocleziano. Dopo lunghe discussioni prevalse l'orientamento di san Cipriano: la riammissione non doveva essere esclusa a priori, però gli apostati avrebbero dovuto sottoporsi, prima di poter essere riammessi alla piena comunione eucaristica, a una prolungata e severa penitenza pubblica. La posizione di Cipriano è interessante e può essere utile anche per il caso di abbandono vocazionale: la penitenza è la moneta in grado di ripagare qualsiasi cedimento dovuto a debolezza ed è allo stesso tempo catechesi per il reprobo e per gli altri fedeli, che vengono aiutati a comprendere il valore immenso dei beni spirituali compromessi dall'apostasia o dall'abbandono.
Per gli istituti di vita consacrata si può citare il volume di Janusz Kowal Uscita definitiva dall'Istituto religioso dei professi di voti perpetui, pubblicato nella collana "Analecta Gregoriana" dall'Editrice Pontificia Università Gregoriana nel 1997. In questo volume si può trovare una sintetica trattazione dell'istituto della riammissione.
Per le Prelature personali non esiste ancora una bibliografia specifica, ma le considerazioni relative agli istituti di vita consacrata possono valere - con gli opportuni adattamenti - anche per quelle. Gli Statuti dell'Opus Dei prevedono (art.32) la possibilità di ricorrere al Prelato o alla Santa Sede, ma nella scarsa casistica sinora disponibile la Congregazione per i Vescovi - da cui dipende giuridicamente la Prelatura - ha denegato la propria competenza rimettendo la questione alla Prelatura